# Nycticorax
Le nitticore (Nycticorax T. Forster, 1817) sono un genere di uccelli appartenente alla famiglia degli Ardeidi, la famiglia degli aironi.
Il nome Nycticorax viene dal greco e significa corvo notturno. Le nitticore hanno infatti abitudini prevalentemente notturne.

## Sistematica
La famiglia degli Ardeidi, tradizionalmente inserita nell'ordine dei Ciconiiformes, viene attualmente attribuita dall'IOC (International Ornithologists' Union) all'ordine dei Pelecaniformes.
Al genere Nycticorax appartengono due specie viventi:
- Nycticorax nycticorax  (Linnaeus, 1758) - nitticora comune
- Nycticorax caledonicus  (J.F.Gmelin, 1789) - nitticora rossiccia

Ricordiamo inoltre le seguenti specie estinte in tempi recenti:
- Nycticorax duboisi † (Rothschild, 1907) - nitticora della Riunione, endemica dell'Isola della Riunione ed estinta nel XVII o XVIII secolo[2];
- Nycticorax mauritianus † (Newton, A & Gadow, 1893) - nitticora di Mauritius, endemica dell'isola Mauritius ed estinta probabilmente nel XVIII secolo[3];
- Nycticorax megacephalus † (Milne-Edwards, 1874) - nitticora di Rodrigues, endemica dell'isola Rodrigues vicino a Mauritius ed estinta tra il 1726 e il 1761[4];
- Nycticorax olsoni † Bourne, Ashmole & Simmons, 2003 - nitticora dell'Ascensione, endemica dell'Isola dell'Ascensione ed estinta nel XVI secolo[5].

A quest'elenco vanno aggiunte alcune specie fossili quali Nycticorax fidens del Miocene (USA),  Nycticorax kalavikai (nitticora di Niue), di cui sono stati ritrovati fossili vecchi di 3600-5300 anni nell'isola di Niue (l'estinzione potrebbe precedere l'arrivo dell'uomo nell'isola) nonché alcune specie estinte non ancora battezzate, trovate nelle isole Tonga, nelle isole Cook e in Egitto (le prime di epoca preistorica, l'ultima dell'Oligocene).
Le seguenti specie viventi sono oggi generalmente attribuite ad altri generi affini:
- N.goisagi, N.leuconotus, N.magnifica, N.melanolophus --> genere Gorsachius
- N.violaceus --> genere Nyctanassa